# 白令海獅子魚
白令海獅子鱼（学名：Liparis micraspidophorus），为輻鰭魚綱鮋形目杜父魚亞目狮子鱼科的其中一種。分布於北太平洋區的白令海、阿留申群島海域，屬底棲性魚類，棲息在水深0至5公尺的水域，生活習性不明。